# Pop
Nhạc pop (viết tắt của cụm từ tiếng Anh: popular music, tiếng Việt: nhạc đại chúng) là một thể loại của nhạc đương đại và rất phổ biến trong làng nhạc đại chúng. Nhạc pop khởi đầu từ thập niên 1950 và có nguồn gốc từ dòng nhạc rock and roll. Thuật ngữ này không cho biết một cách chính xác về thể loại nhạc hay âm thanh riêng nào mà nghĩa của nó lại rất khác nhau phụ thuộc vào từng khoảng thời gian trong lịch sử của nó và từng địa điểm khác nhau trên thế giới. Trong giới âm nhạc đại chúng thì nhạc pop thường được phân biệt với các thể loại khác nhờ một số đặc điểm về phong cách nghệ thuật, những giai điệu đơn giản dễ nghe, cùng với một số đoạn trong bài hát được lặp đi lặp lại. Ca từ của nhạc pop thường nói đến tình yêu, cảm xúc và một số chủ đề khác.
Nhạc pop là một dòng nhạc rất đa dạng về phân loại. Thường thì nhạc pop được phân loại theo thể loại và theo quốc gia hay vùng lãnh thổ.
Những nghệ sĩ nhạc pop được cho là thành công, và có tầm ảnh hưởng nhất mọi thời đại trên toàn thế giới là: Whitney Houston, Michael Jackson, Madonna, Prince, và George Michael.

## Lịch sử

### Thập niên 1980
Trong thập niên 1980, Whitney Houston được xem là một trong những ca sĩ có ảnh hưởng nhất trong giai đoạn này. Nhờ những màn biểu diễn giọng hát khỏe khoắn và truyền cảm, được mệnh danh là "Định nghĩa của tiếng hát". Những tác phẩm tiêu biểu nhất của Houston trong giai đoạn này gồm "I Wanna Dance with Somebody (Who Loves Me)", "How Will I Know" và "Greatest Love of All". Sự nổi danh của cô trên các bảng xếp hạng âm nhạc đại chúng đã mở đường cho nhiều nữ nghệ sĩ người Mỹ gốc Phi. Một trong những ca sĩ nhạc pop đáng chú ý nhất thị trường Mỹ là Michael Jackson. Album phòng thu thứ sáu của anh, Thriller giữ kỷ lục là album bán chạy nhất mọi thời đại, với hơn 65 triệu bản. Đến đầu đầu những năm 90 thì anh bắt đầu được công chúng gọi là "Ông hoàng nhạc pop". Một gương mặt sáng giá khác của làng nhạc pop trong thập niên 80 là Madonna. Các album khởi đầu sự nghiệp của cô như Madonna, Like a Virgin, True Blue, Like a Prayer đều đạt vị trí và doanh thu cao trên toàn thế giới. Năm 1989, kênh truyền hình MTV đã trao tặng cho cô giải thưởng "Nghệ sĩ của thập kỷ" và được mệnh danh là "Nữ hoàng nhạc pop". 
Những nghệ sĩ hàng đầu khác trong thập niên này là Prince, George Michael, Cher, Kim Wilde, Gloria Estefan, Paula Abdul, Tina Turner, Tiffany, Kylie Minogue, Janet Jackson, Olivia Newton-John, Duran Duran, The Go-Go's, Huey Lewis & The News, Katrina and the Waves, The Police, Kenny Rogers, James Ingram, Lionel Richie, Stevie Wonder, Billy Joel, Tears for Fears, Rex Smith, Cyndi Lauper, Thompson Twins, Debbie Gibson, a-ha, Juice Newton, Richard Marx, Phil Collins, Air Supply, Laura Branigan, Talking Heads, Eurythmics, The Bangles, Hall & Oates, David Slater, Kenny Loggins, Kenny Rankin, Rick Springfield, U2, Def Leppard, AC/DC, và Culture Club. Những năm cuối của thập niên, làng nhạc pop trông thấy sự nổi danh của bộ đôi Roxette.
Nhạc pop trong thập niên 80 chịu sự chi phối mạnh mẽ bởi những âm thanh điện tử và các thể loại nhạc dance. Ngày nay, thập niên này được đánh giá là có nhiều bài hát hay hơn cả. Xu hướng phong cách, thời trang được "trông" thấy trong các video clip vẫn tiếp tục ảnh hưởng mạnh mẽ cho tới bây giờ.

### Thập niên 1990

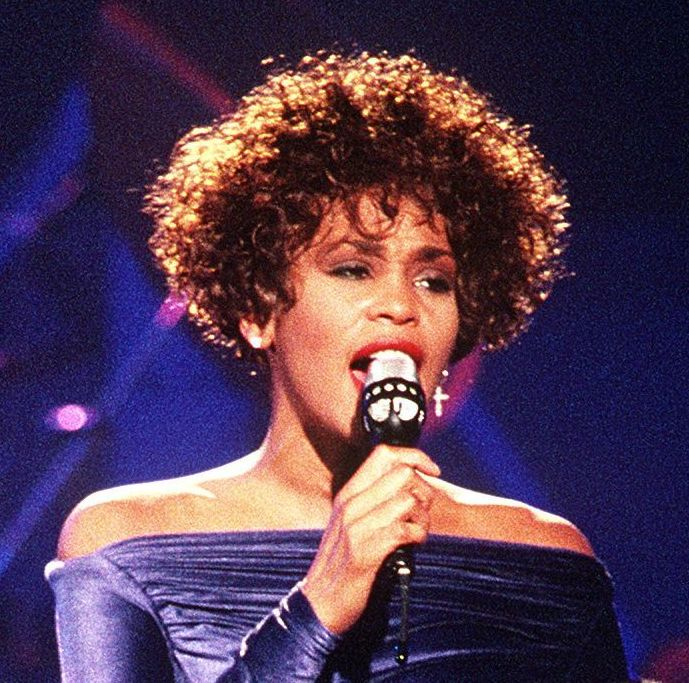
Whitney Houston, nghệ sĩ hàng đầu của hai thập niên 1980 và 1990

Trong thập niên 1990, nhiều ca sĩ chịu ảnh hưởng từ xu hướng nhạc pop kết hợp cùng với R&B, trong đó đỉnh cao là Whitney Houston. Tiếp nối thành công từ những năm 1980, cô chính là ca sĩ hàng đầu của thập niên 1990. Ở giai đoạn này đáng chú ý nhất phải kể đến album nhạc phim The Bodyguard (năm 1992) của Houston, nó đã trở thành "Album của nữ nghệ sĩ bán chạy nhất mọi thời đại", với hơn 55 triệu bản được tiêu thụ. Album đã sản sinh ra nhiều đĩa đơn thành công như "I Will Always Love You", "I'm Every Woman" và "I Have Nothing". Hiện cô cũng đang nắm giữ kỷ lục trong giới nữ ca sĩ về số lượng giải thưởng đoạt được, theo Sách Kỷ lục Guinness.
Ngoài Whitney Houston còn có một số ngôi sao nhạc Pop-R&B khác cũng chinh phục được người nghe trên thế giới như Destiny's Child, Boyz II Men, Michael Jackson, Janet Jackson, En Vogue, Salt N Pepa, MC Hammer, Mariah Carey, C&C Music Factory, Brandy và TLC. Những ca sĩ không hề hoặc ít khi hát R&B phải kể đến trong suốt thập kỷ này là U2, Cher, Michael Bolton, Bryan Adams, Elton John, Alanis Morissette, George Michael, Madonna, Shania Twain, Bon Jovi, Selena, Ace of Base, Celine Dion, Nádine, Aqua, Sheryl Crow, Kim Wilde, Jewel...
Giai đoạn 1997-1999, các ca sĩ và nhóm nhạc teen pop như Backstreet Boys, *NSYNC, Westlife, 98 Degrees, Hanson, Christina Aguilera, Britney Spears, Jennifer Lopez và Destiny's Child bắt đầu trở nên nổi tiếng, nhắm đến đối tượng khán giả trẻ tuổi lúc bấy giờ. Spice Girls trở thành nhóm nhạc người Anh thành công về mặt thương mại nhất ở Bắc Mỹ sau tiền bối The Beatles. Sức ảnh hưởng của họ đã mở đầu cho sự trỗi dậy của các ngôi sao thiếu nữ nhạc pop. Cuối thập niên 1990, hai cô "công chúa" Britney Spears và Christina Aguilera thành công vang dội với "...Baby One More Time" và "Genie in a Bottle" năm 1999. Và tiếp tục thống trị cho đến thập kỷ sau.

### Thập niên 2000

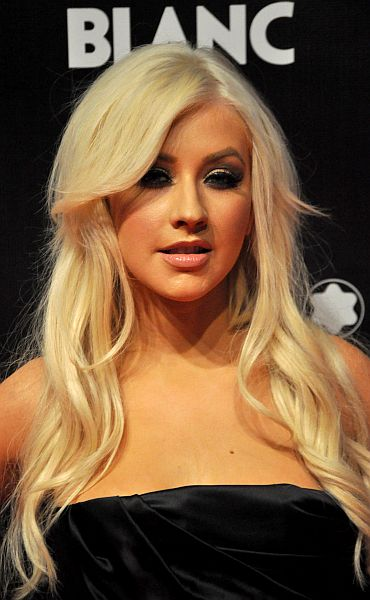
Christina Aguilera được mệnh danh là "Giọng ca của thời đại" vì chất giọng khỏe khoắn và cao vút.

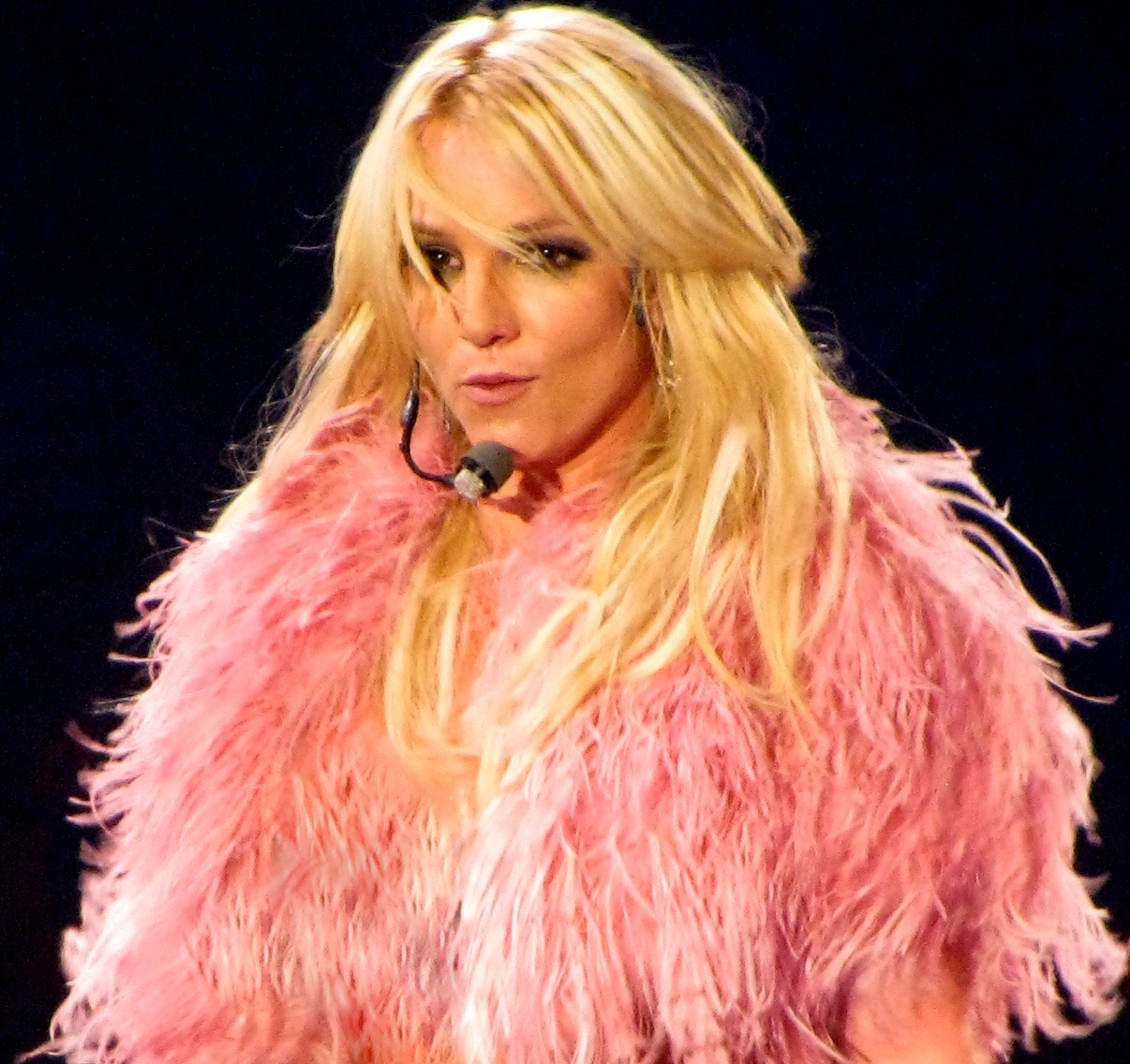
Britney Spears, đồng nghiệp của Christina Aguilera, được mệnh danh là "Công chúa nhạc pop".

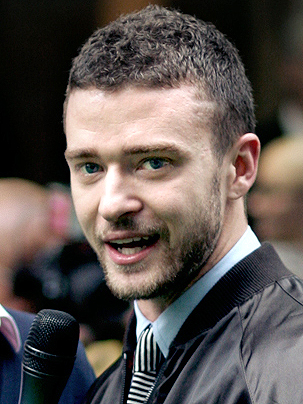
Justin Timberlake được mệnh danh là "Hoàng tử nhạc pop".

Teen pop không ngừng phát triển ở giai đoạn đầu thập niên 2000 với thành công của hai nữ ngôi sao nhạc pop dẫn đầu Britney Spears và Christina Aguilera. "Oops!...I Did It Again" của Britney và "Come On Over Baby (All I Want Is You)" của Christina đã trở thành những hit lớn trong năm 2000. Đến năm 2001, phong trào teen-pop dần lắng xuống vì thể loại R&B đương đại và hip-hop bắt đầu trở nên phổ biến ở giai đoạn giữa thập niên (với Eminem, Black Eyed Peas, Usher...). "Lady Marmalade", Stripped của Christina và album cùng tên của Britney là những ví dụ điển hình của việc chuyển hóa dần từ teen pop nhí nhảnh sang giai điệu R&B hiện đại trưởng thành hơn. Đồng thời xuất hiện các nữ ca sĩ nhạc pop da đen nổi tiếng như Beyoncé và một thời gian sau là Rihanna.
Các nhóm nhạc nam tiếp tục thịnh hành ở giai đoạn đầu thập niên nhưng phai nhạt dần sau sự kiện 11 tháng 9, ngoại trừ Backstreet Boys vẫn còn được ưa chuộng trong giai đoạn còn lại của thập niên, đạt được doanh số gần 200 triệu bản thu âm, trong đó có 120 triệu bản album, tính cả album Black & Blue phát hành năm 2001. Đến năm 2002, những bản thu âm của các nhóm nhạc nam trở nên thưa thớt trên bảng xếp hạng Billboard Hot 100. Một số thành viên của các nhóm đã tách ra, bắt đầu sự nghiệp solo như Jesse McCartney của nhóm Dream Street, và đặc biệt là Justin Timberlake của 'N Sync đã thành công vang dội với Justified và FutureSex/LoveSounds. Đến gần cuối thập niên, xuất hiện một thế hệ mới các ban nhạc pop nam như Maroon 5, OneRepublic, Click Five, Jonas Brothers, Fall Out Boy... tuy phong trào này không còn huy hoàng như xưa. Các nhóm nhạc nữ thì vẫn giữ vững phong độ với thành công của Destiny's Child, Pussycat Dolls,...
Ở thể loại pop rock thì có các ca sĩ và ban nhạc nổi bật như: Pink, Kelly Clarkson, Avril Lavigne, Maroon 5, James Blunt... Thể loại này có những bài hát thành công như: "It's My Life", "Complicated", "Feel", "Fighter", "This Love", "You're Beautiful", "Bad Day", "Dani California", "Makes Me Wonder", "Viva la Vida", "Use Somebody",...
Dòng nhạc pop Latinh thì xuất hiện các ngôi sao như Shakira, Ricky Martin, Enrique Iglesias, Jennifer Lopez, Christina Aguilera... với "Whenever, Wherever" và "Hips Don't Lie" của Shakira lần lượt là các đĩa đơn thành công nhất năm 2002 và 2006.
Từ khoảng giữa thập niên 2000 trở đi, trào lưu nhạc pop hòa trộn giai điệu hip hop-R&B trở nên cực thịnh. Trong đó phải kể đến những bài hit "Lady Marmalade", "Crazy in Love", "Where Is the Love?", "Can't Hold Us Down", "Yeah!", "Don't Phunk with My Heart", "Don't Cha", "Buttons", "SexyBack", "Umbrella", "The Way I Are",...
Thập niên này cũng xuất hiện một số bản ballad nổi tiếng như "Fallin'", "Hero", "Beautiful", "Everytime", "We Belong Together", "Because of You", "Big Girls Don't Cry", "Bleeding Love", "Halo", "Everytime"...
Riêng dòng nhạc teen pop, sau làn sóng Britney và Christina, giai đoạn 2002-2003 bắt đầu nổi lên một số nghệ sĩ hát thể loại nhạc này pha một chút rock như Avril Lavigne, Hilary Duff, Ashlee Simpson... hoặc pha R&B như JoJo nhưng không được thành công như hai đàn chị. Đến năm 2006, dòng nhạc dành cho tuổi teen này bùng phát cơn sốt High School Musical cùng các ngôi sao mới của Disney như Selena Gomez & the Scene, Miley Cyrus, Jonas Brothers, Raven-Symoné, Demi Lovato,...
Các ngôi sao kỳ cựu từ những thập niên trước như Janet Jackson, Kylie Minogue, Madonna, Mariah Carey... vẫn tiếp tục gặt hái nhiều thành công ở thập niên này.
Giai đoạn cuối thập niên 2000, làng nhạc pop xuất hiện một số ngôi sao mới như Justin Bieber, Katy Perry, Lady Gaga, Ke$ha... Đồng thời giai điệu electropop, dance-pop bắt đầu trở nên thịnh hành, dần dần soán ngôi của loại nhạc pop pha hip hop. Các nghệ sĩ điển hình đã mang dòng nhạc này trở lại gồm có Madonna, Black Eyed Peas, Rihanna, Lady Gaga, David Guetta, Ke$ha,... Tuy nhiên, người nghe đã không còn chú trọng nhiều đến khả năng thanh nhạc của nghệ sĩ như trước vì sự phát triển của Auto-Tune. Các bài hit ở giai đoạn này có thể kể đến: "4 Minutes", "Disturbia", "Poker Face", "Boom Boom Pow", "I Gotta Feeling","TiK ToK"...

### Thập niên 2010

Lady Gaga, một trong những gương mặt nổi bật trong thập niên 2010, được mệnh danh là "Nữ hoàng nhạc pop mới".

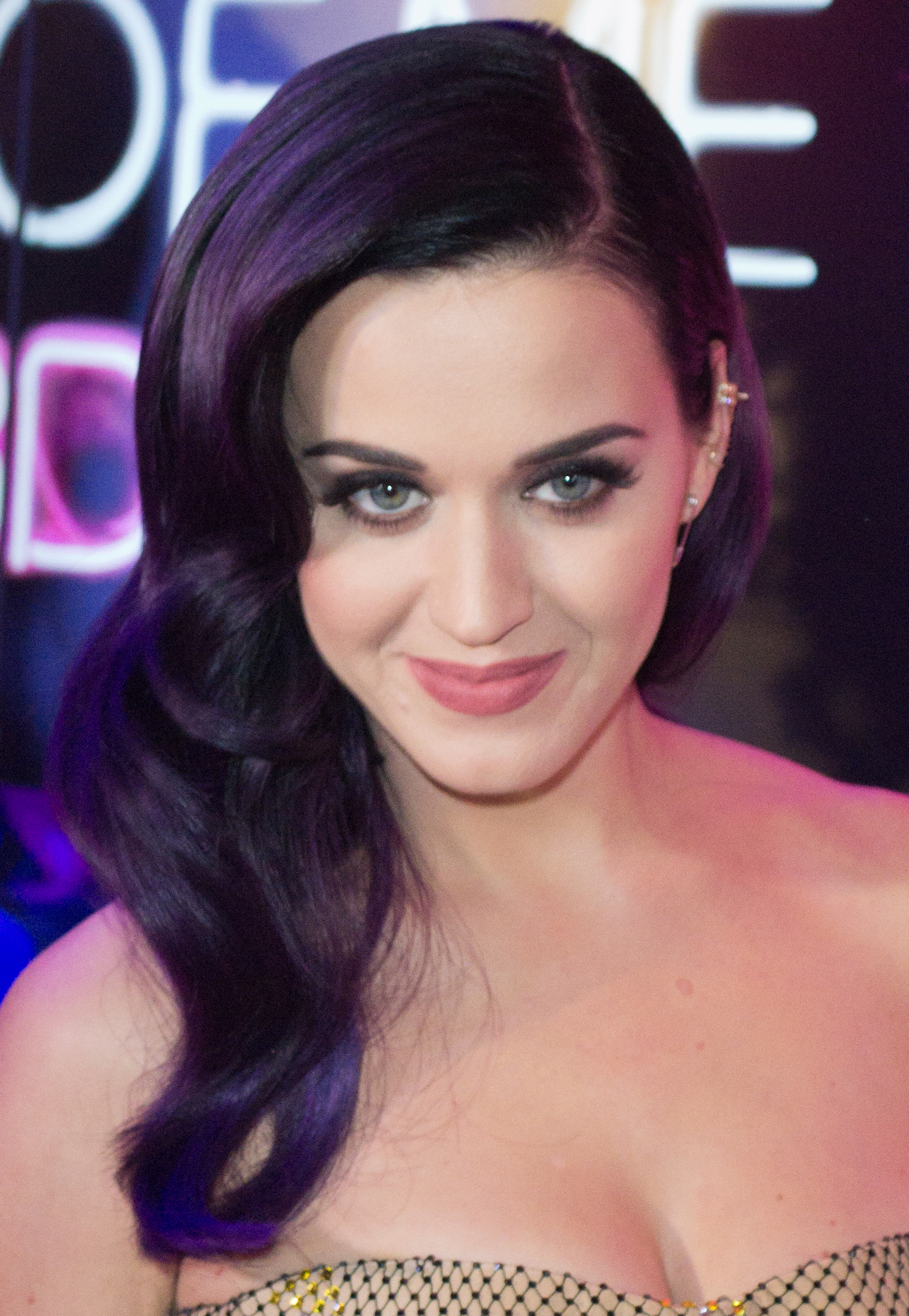
Katy Perry, nghệ sĩ có đĩa đơn bán chạy nhất năm 2010.

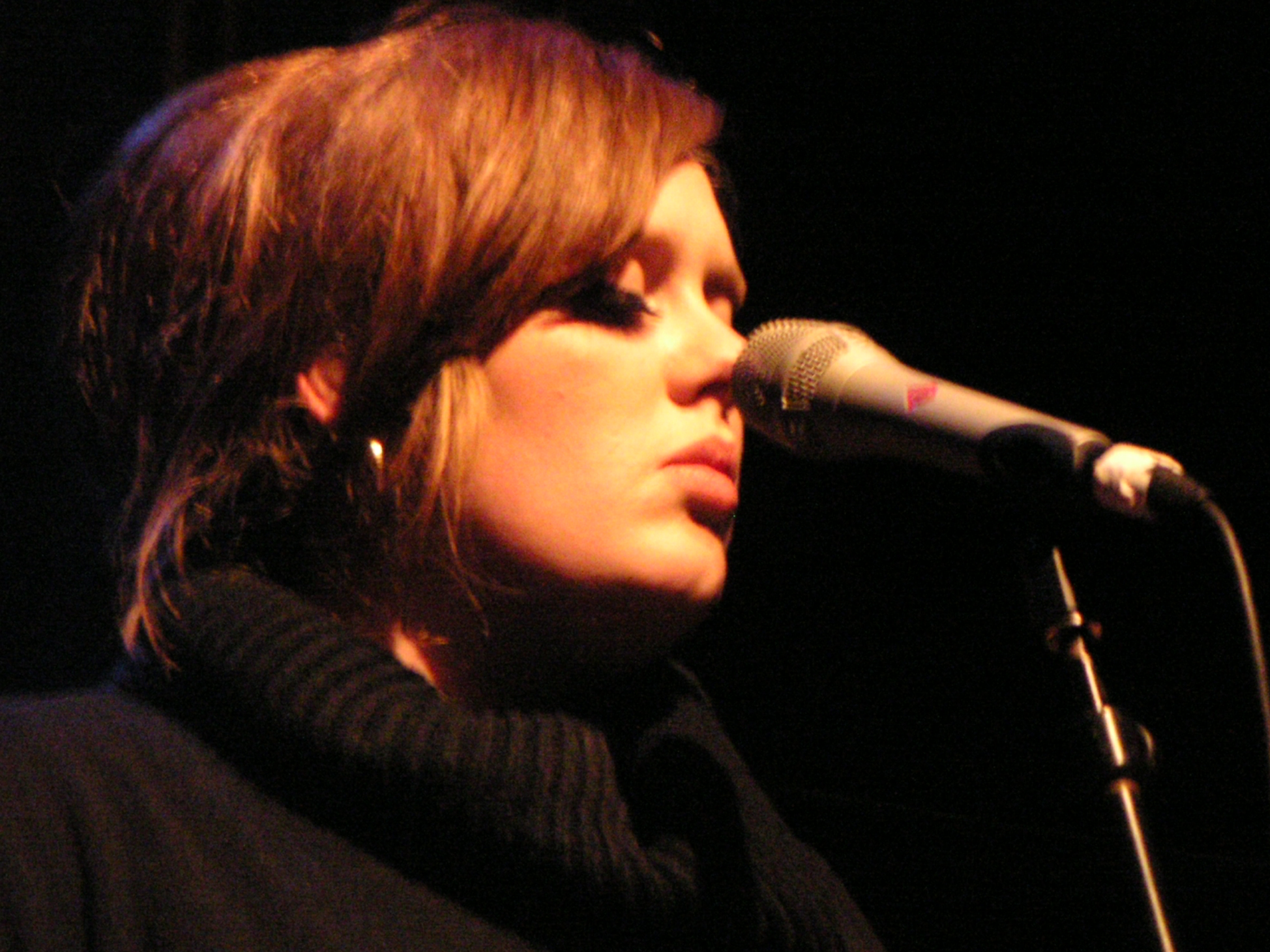
Adele, "Họa mi nước Anh".

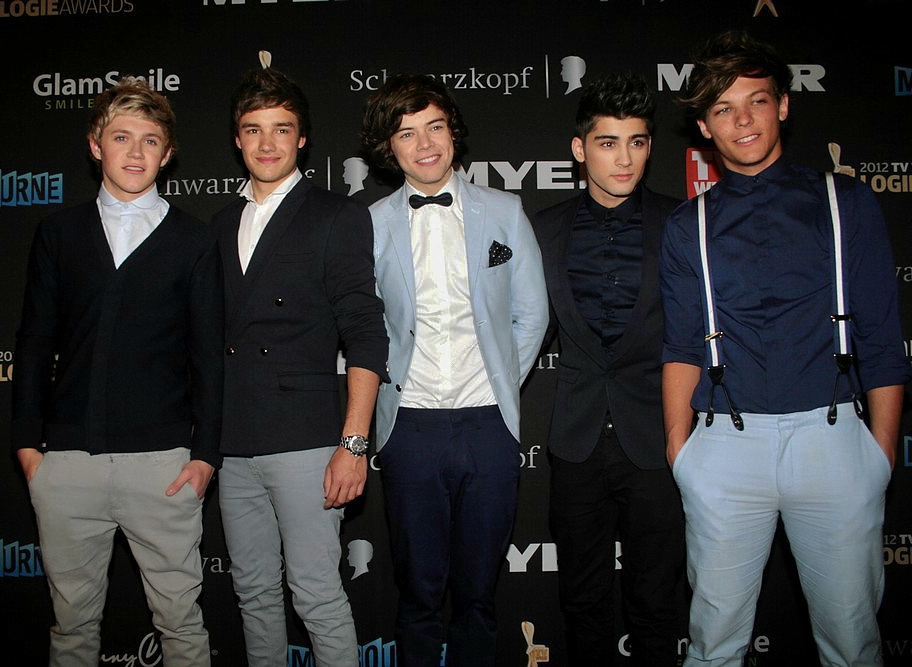
One Direction, một trong những nhóm nhạc nam Anh Quốc tiêu biểu của thập niên 2010.

Electropop, dance pop, synthpop, electrohop và các thể loại nhạc tương tự từ những năm 1980 đã trở lại thống trị thị trường nhạc pop vào đầu thập niên 2010 qua David Guetta, Taio Cruz, Enrique Iglesias, Britney Spears, Ke$ha, Christina Aguilera, Lady Gaga, Rihanna, Katy Perry, 3OH!3, Far East Movement, Chris Brown, Owl City, Jennifer Lopez, Pitbull, Ne-Yo, LMFAO và Black Eyed Peas... Dòng nhạc dubstep dần trở nên thịnh hành qua các bài của Britney Spears ("Hold It Against Me") và Rihanna. Đây là giai đoạn synthesizer (nhạc cụ điện tử) và Auto-Tune lên ngôi với sự hồi sinh của dòng nhạc vũ trường theo phong cách châu Âu, như: "California Gurls", "Tik Tok", "Party Rock Anthem", "Give Me Everything", "On the Floor",...
Bên cạnh đó, tiếng huýt sáo cũng được sử dụng khá nhiều trong các bài hát nổi tiếng ở thời điểm này như "Moves Like Jagger", "I Wanna Go", "Pumped Up Kicks", "The Lazy Song", "I Like How It Feels", "Good Life",...
Các bản ballad ở đầu thập niên này khá khan hiếm, chỉ có một số ít bài thành công như "Someone Like You" của Adele hay "Jar of Hearts" của Christina Perri...
Đồng thời giai đoạn này cũng chứng kiến sự trở lại của dòng nhạc pop soul, R&B với Adele, Cee Lo Green, Bruno Mars... Trong đó đình đám nhất là Adele với "Rolling in the Deep" và 21 lần lượt là đĩa đơn và album thành công nhất năm 2011.
Thể loại pop rock có những bài hit tiêu biểu: "Stronger (What Doesn't Kill You)",... Indie pop thì có: "We Are Young", "Somebody That I Used to Know"...
Các nhóm nhạc pop nam cũng đã bắt đầu trở nên phổ biến trở lại với One Direction và The Wanted đều đến từ Anh.
Năm 2012, album 21 lại là album thành công nhất của năm khi vượt ngưỡng 10 triệu bản tiêu thụ tại Mỹ (theo số liệu của Nielsen SoundScan). 21 cũng là album quán quân bảng xếp hạng Billboard 200 lâu nhất mọi thời đại, phát kỷ lục của album nhạc phim Titanic. Đĩa đơn "Set Fire to the Rain" đã giúp cô trở thành nữ nghệ sĩ Anh duy nhất có ba đĩa đơn quán quân liên tiếp trên Billboard Hot 100.